# Мавзолей Моміне хатун (Нахічевань)
39°12′46″ пн. ш. 45°24′20″ сх. д. / 39.212777777778° пн. ш. 45.405555555556° сх. д.
Мавзолей Моміне хатун (Нахічевань) (азерб. Mömünə xatun türbəsi) — розташований у місті Нахічевань, столиці Нахічеванської Автономної Республіки в Азербайджані. Мавзолей у Нахічевані є кандидатом на внесення до переліку об'єктів Світової спадщини ЮНЕСКО з 1998 року.

## Історія
Мавзолей був побудований у західній частині міста Нахічевань видатним азербайджанським архітектором Аджамі ібн Абу Бакра Нахчивані. Його замовником виступив Атабек (правитель) Джахан Пахлаван (1175—1186) із династії Ільдегізідів. Усипальниця призначалася першій дружині правителя — Моміне Хатун. Над входом до мавзолею висить дошка, оформлена в куфійському стилі на якій зазначено, що будівництво завершилося в 1186 році. Проєкт комплексу, розроблений архітектором Аджамі Нахчивані, складався з декількох споруд. Окрім власне мавзолею, ще в XIX ст. тут височіла Джума мечеть, яка висотою (35–36 м) перевершувала мавзолей Моміне Хатун. Але до наших днів збереглася лише усипальниця.
Мавзолей відновили в 1999—2003 рр., у рамках проєкту Світового банку в Азербайджані на підтримку культурної спадщини. Зображення будівлі друкувалися на лицьовій стороні азербайджанських банкнот номіналом 50000 манатів у 1996—2006 роках.

## Опис
У будівлі є дві частини: наземна і підземна. У підземній частині, куди немає доступу, поховання Моміне Хатун. Надземна частина виконана з обпаленої цегли, має десять граней та є центрально-купольною спорудою баштового типу. Вона височіє на потужному цоколі, облицьованому трьома рядами червоного туфу.
До того як купол мавзолею завалився, його висота сягала 34 метрів. Наразі вежа здіймається на висоту приблизно двадцять п'ять метрів. Під будівлею закритий склеп. Єдиний вхід у вежу розташований у її східній частині.
Мавзолей майстерно декорований складним геометричним орнаментом і цитатами з Корану. Поверхня кожної грані повністю вкрита різьбленими куфічними арабськими надписами, які стилізовані під геометричний орнамент. На кожній грані різний орнамент. У верхній частині мавзолей прикрашений сталактитовою композицією.
Внутрішня частина мавзолею кругла за формою. Єдиними прикрасами інтер'єру є 4 круглих медальйони, укриті написами і орнаментом. Куполи містять імена Мухаммада, Абу Бакра, Омара, Османа, Алі, Хасана, Хусейна.
У цегляних стінах мавзолею прорізані два невеликих вікна, що виходять на захід, із додатковим вікном над головним входом. Куфічні надписи на зовнішніх стінах усипальниці прикрашені бірюзовою плиткою.

## Значення
Мавзолей Моміне Хатун є прикладом Нахічеванської архітектурної традиції середньовічної епохи. Стиль Нахчивані відрізнявся від інших тим, що він як основний будівельний матеріал використовував цеглу, а також плитку бірюзового кольору для декору.
Будівля досі домінує в навколишньому ландшафті й уважається символом регіону.

## Галерея

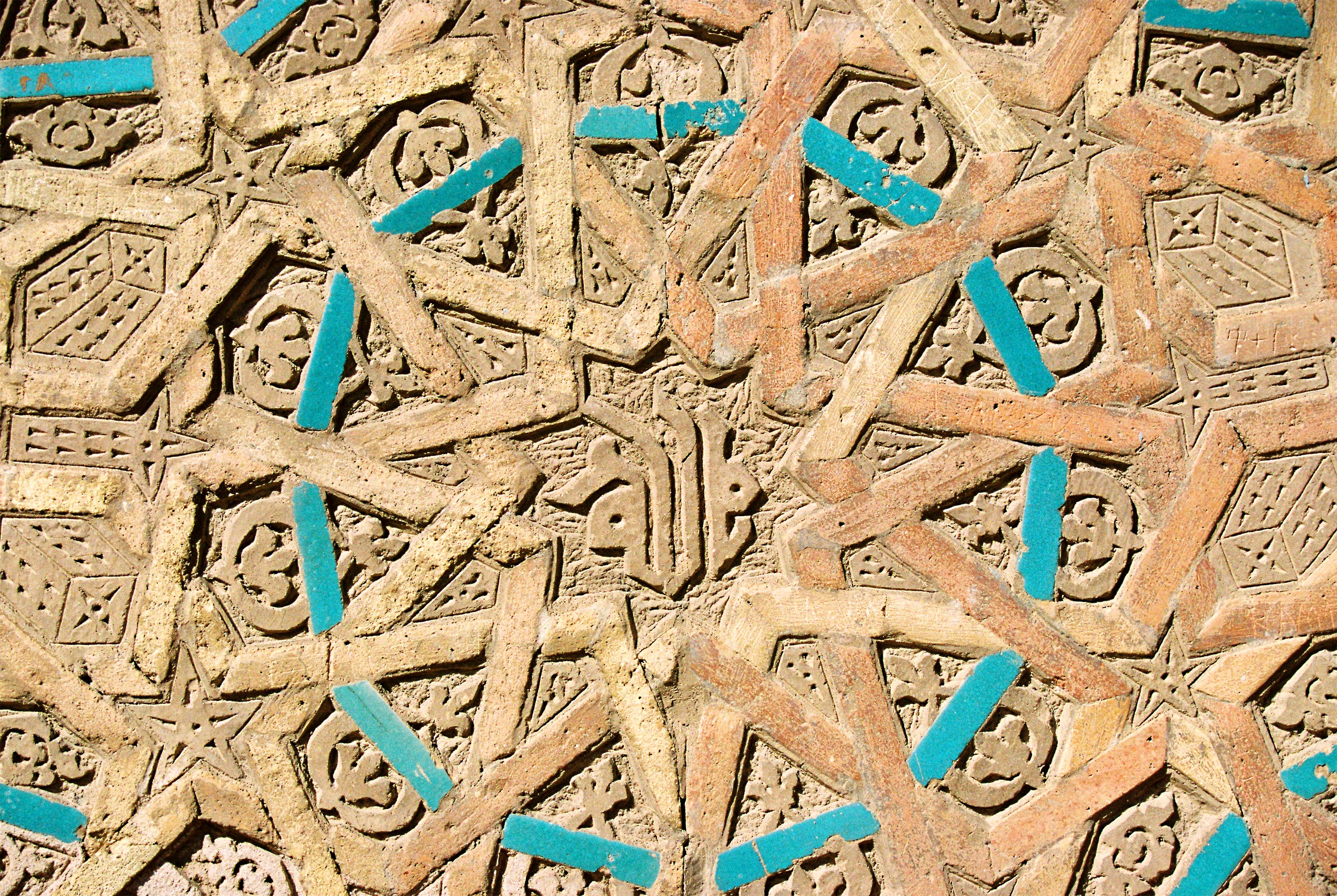
Зовнішнє оздоблення
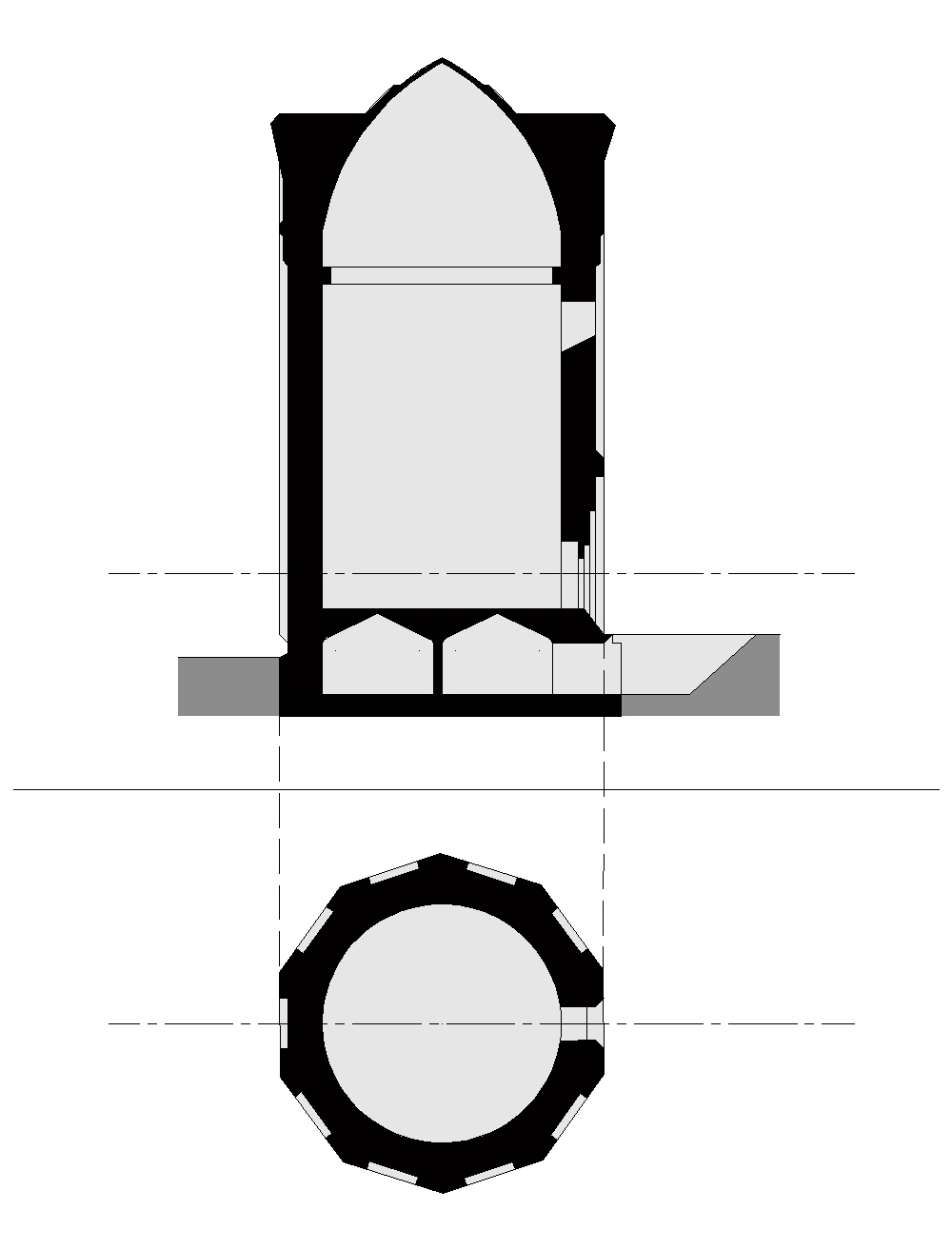
План Мавзолею
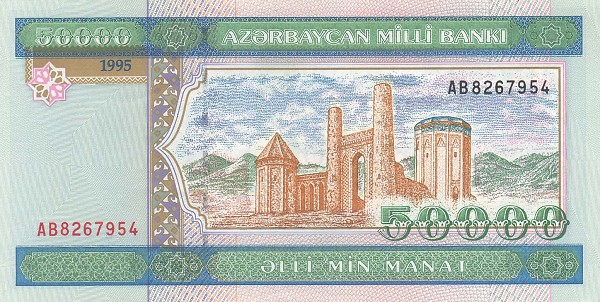
Азербайджанський манат